# Wrestle Kingdom 11 in Tokyo Dome
L’édition 2017 de Wrestle Kingdom est une manifestation de catch télédiffusée et visible en paiement à la séance, sur TV Asahi au Japon et sur AXS TV aux États-Unis ou en streaming payant via Ustream ou sur New Japan Pro Wrestling World (en). L'événement, produit par la New Japan Pro Wrestling (NJPW), a eu lieu le 4 janvier au Tokyo Dome à Tokyo, dans la région du Kantō. Ce spectacle est le plus grand évènement de puroresu et se déroule chaque année le 4 janvier au Tokyo Dome depuis 1994. Il s'agit de la onzième édition de Wrestle Kingdom et du 24e show annuel au Tokyo Dome.
Le main-event a été largement salué par les journalistes et les autres lutteurs. Dave Meltzer du Wrestling Observateur Newsletter, qui, normalement, les taux d'allumettes sur une échelle de zéro à cinq étoiles, a donné le match à six étoiles, indiquant que "Kenny Omega et Kazuchika Okada ont peut-être réalisé le plus grand match de catch de l'histoire".

## Production
Wrestle Kingdom 11 a été diffusé dans le monde par le biais de NJPW internet de streaming, site, de la New Japan Pro Wrestling World, avec à la fois en japonais et en anglais langue de commentaires. Le commentaire en anglais a été fourni par Kevin Kelly et Steve Corino. L'événement a été visible sur AXS TV Network, à partir du 13 janvier 2017, avec des commentaires fournis par Jim Ross et Josh Barnett. Une version raccourcie de l'événement a été retransmise en différé après minuit, le 5 janvier sur la japonaise TV Asahi avec la présence d'invités spéciaux tels que Ken Yasuda, Masahiro Chōno, Suzuko Mimori et Yasutaro Matsuki.

## Contexte
Les spectacles de la New Japan Pro Wrestling en paiement à la séance sont constitués de matchs aux résultats prédéterminés par les scénaristes de la NJPW. Ces rencontres sont justifiées par des storylines — une rivalité avec un catcheur, la plupart du temps — ou par des qualifications survenues dans les shows précédents. Tous les catcheurs possèdent une gimmick, c'est-à-dire qu'ils incarnent un personnage gentil ou méchant, qui évolue au fil des rencontres. Un pay-per-view comme Wrestle Kingdom est donc un événement tournant pour les différentes storylines en cours.

## Résultats

### New Japan Rumble
| Results | Results              | Results     | Results            | Results     |
| Entrée  | Entrée               | Elimination | Elimination        | Elimination |
| Order   | Name                 | Order       | By                 | Time        |
| ------- | -------------------- | ----------- | ------------------ | ----------- |
| 1       | Michael Elgin        | —           | —                  | Winner      |
| 2       | Billy Gunn           | 2           | Elgin              | 05:46       |
| 3       | Bone Soldier         | 1           | Cheeseburger       | 03:50       |
| 4       | Cheeseburger         | 13          | Elgin              | 25:13       |
| 5       | Jushin Thunder Liger | 5           | Tiger Mask         | 12:40       |
| 6       | Kuniaki Kobayashi    | 3           | Tiger Mask         | 08:59       |
| 7       | Tiger Mask           | 6           | Taguchi            | 12:49       |
| 8       | Manabu Nakanishi     | 4           | Multiple wrestlers | 12:00       |
| 9       | Ryusuke Taguchi      | 9           | Norton             | 21:02       |
| 10      | Yoshitatsu           | 7           | Nagata             | 16:26       |
| 11      | Yuji Nagata          | 8           | Saito              | 19:20       |
| 12      | Hiroyoshi Tenzan     | 12          | Elgin              | 23:34       |
| 13      | Hiro Saito           | 10          | Elgin              | 22:24       |
| 14      | Scott Norton         | 11          | Elgin              | 22:38       |